# Gran Criterium
Le Gran Criterium est une course hippique de plat se déroulant au mois d'octobre sur l'Hippodrome de San Siro, à Milan (Italie).
C'est une course de groupe 2 (groupe 1 jusqu'en 2014) internationale réservée aux chevaux de 2 ans.
Elle se court sur la distance de 1 600 mètres. En 2012, l'allocation était de 209 000 €.

## Palmarès (1987-2014)
| Année | Vainqueur       | Pays        | Père            | Jockey             | Entraîneur         | Propriétaire           | Temps   |
| ----- | --------------- | ----------- | --------------- | ------------------ | ------------------ | ---------------------- | ------- |
| 2014  | Hero Look       | Italie      | Lope de Vega    | Fabio Branca       | Stefano Botti      | Scuderia Effevi        | 1'38"40 |
| 2013  | Priore Philip   | Italie      | Dane Friendly   | Umbert Rispoli     | Stefano Botti      | Scuderia Ste Ma        | 1'36"60 |
| 2012  | Law Enforcement | Royaume-Uni | Lawman          | Stéphane Pasquier  | Richard Hannon     | Mohammed Al Shahi      | 1'37"10 |
| 2011  | Nayarra         | Royaume-Uni | Cape Cross      | Martin Dwyer       | Mick Channon       | Prince A. A. Faisal    | 1'35"70 |
| 2010  | Biondetti       | Royaume-Uni | Bernardini      | Ahmed Ajtebi       | Mahmood Al Zarooni | Godolphin              | 1'41"50 |
| 2009  | Hearts of Fire  | Royaume-Uni | Firebreak       | Olivier Peslier    | Pat Eddery         | Pat Eddery Racing      | 1'38"90 |
| 2008  | Course annulée  |             |                 |                    |                    |                        |         |
| 2007  | Scintillo       | Royaume-Uni | Fantastic Light | Ryan L. Moore      | Richard Hannon     | White Beech Farm       | 1'38"20 |
| 2006  | Kirklees        | Allemagne   | Jade Robbery    | Frankie Dettori    | Mark Johnston      | Cheikh Al Maktoum      | 1'39"90 |
| 2005  | Lateral         | Allemagne   | Singspiel       | William Mongil     | Peter Schiergen    | Gestüt Fährhof         | 1'42"70 |
| 2004  | Königstiger     | Allemagne   | Tiger Hill      | Filip Minarik      | Peter Schiergen    | Gestüt Schlenderhan    | 1'42"30 |
| 2003  | Pearl of Love   | Royaume-Uni | Peintre Célèbre | Darryll Holland    | Mark Johnston      | Mick Doyle             | 1'40"10 |
| 2002  | Spartacus       | Irlande     | Danehill        | Michael Kinane     | Aidan O'Brien      | Sue Magnier            | 1'44"50 |
| 2001  | Sholokhov       | Irlande     | Sadler's Wells  | Michael Kinane     | Aidan O'Brien      | S.Magnier & M.Tabor    | 1'45"80 |
| 2000  | Count Dubois    | Royaume-Uni | Zafonic         | Basil Marcus       | William Haggas     | Wentworth Racing Ltd   | 1'44"70 |
| 1999  | Night Style     | Royaume-Uni | Night Shift     | Gary Carter        | Ed Dunlop          | Mohammed Jaber         | 1'37"30 |
| 1998  | Noble Pearl     | Allemagne   | Dashing Blade   | Stephen Davies     | Wilfried Kujath    | Stall Haferkasten      | 1'43"30 |
| 1997  | Lend a Hand     | Royaume-Uni | Great Commotion | Jason Weaver       | Mark Johnston      | Maktoum Al Maktoum     | 1'37"20 |
| 1996  | Hello           | Royaume-Uni | Lycius          | Fernando Jovine    | John Dunlop        | Philip Wroughton       | 1'44"60 |
| 1995  | Glory of Dancer | Italie      | Shareef Dancer  | Olivier Peslier    | Fabio Brogi        | Scuderia General Horse | 1'39"10 |
| 1994  | Golden Glenstal | Italie      | Glenstal        | Mario Esposito     | Giuliano Fratini   | Scuderia Golden Horse  | 1'48"00 |
| 1993  | Torrismondo     | Royaume-Uni | Tasso           | Richard Quinn      | Paul Cole          | Vicomte Portman        | 1'50"70 |
| 1992  | Pelder          | Italie      | Be My Guest     | Santiago Soto      | Luciano d'Auria    | Lady M Stable          | 1'47"60 |
| 1991  | Alhijaz         | Royaume-Uni | Midyan          | Lester Piggott     | John L. Dunlop     | Prince A. A. Faisal    | 1'42"40 |
| 1990  | Steamer Duck    | France      | Bering          | Guy Guignard       | Christiane Head    | Maktoum Al Maktoum     | 1'47"70 |
| 1989  | Candy Glen      | Royaume-Uni | Glenstal        | Guy Guignard       | Chris Wall         | Antonio Balzarini      | 1'39"10 |
| 1988  | Sikeston        | Italie      | Lear Fan        | Gianfranco Dettori | John Dunlop        | Luciano Gaucci         | 1'44"20 |
| 1987  | Tibullo         | Italie      | Affirmed        | Marco Paganini     | G. Maggi           | Scuderia Cieffedi      | 1'47"10 |